# Baronía de Cobos de Belchite
La baronía de Cobos de Belchite es un título nobiliario español creado por el pretendiente al trono Carlos María de Borbón y Austria-Este —conocido como Carlos VII— y concedido el 5 de febrero de 1876, desde el cuartel de Tolosa, en favor de Juan Eugenio Cobos de Mesperuza, doctor en Medicina y gentilhombre del rey.
Fue reconocido como título del reino en 1951, recayendo en julio de Atienza y Navajas, II barón de Cobos de Belchite. Actualmente se encuentra vacante.

## Barones de Cobos de Belchite
|                                     | Titular                             | Periodo                             |
| Creación por Carlos María de Borbón | Creación por Carlos María de Borbón | Creación por Carlos María de Borbón |
| ----------------------------------- | ----------------------------------- | ----------------------------------- |
| I                                   | Juan Eugenio Cobos de Mesperuza     | 1876-1885                           |
| Reconocido por Francisco Franco     |                                     |                                     |
| II                                  | Julio de Atienza y Navajas          | 1953-1989                           |
| Vacante                             |                                     |                                     |

## Historia de los barones de Cobos de Belchite
- Juan Eugenio Cobos de Mesperuza (1779-1885), I barón de Cobos de Belchite, gentilhombre de cámara del rey-pretendiente carlista Carlos V y caballero de la Orden de Cristo de Portugal.[1]

Casó el 12 de marzo de 1824 con Agustina Zaragoza Domenech (1796-1857), heroína del sitio de Zaragoza en la guerra de Independencia contra los invasores franceses de Napoleón I. Fue su hija única:
- Carlota Catalina Cobos Zaragoza (Valencia, 13 de julio de 1825-Madrid, 7 de julio de 1892), que casó en Sevilla con Francisco de Paula de Atienza Morillo, comisario de Guerra de primera clase, subintendente militar y caballero de la Orden de Isabel la Católica. Ambos fueron padres de:

- Francisco de Paula de Atienza y Cobos (Ceuta, 7 de agosto de 1848-Madrid, 16 de febrero de 1920), teniente coronel de infantería, gentilhombre de entrada del rey Alfonso XIII, caballero con Placa de la Orden de San Hermenegildo, gran cruz de la Orden de la Beneficencia y de Carlos III, de Oro del Centenario de los Sitios de Zaragoza etc., que casó el 26 de abril de 1875, en Madrid, con María de la Encarnación Serrano Durán. Ambos fueron padres de:

- Francisco de Paula de Atienza y Serrano (Barajas, 19 de agosto de 1877-Madrid, 29 de enero de 1938), comandante de infantería, gentilhombre de entrada del rey Alfonso XIII, condecorado con las cruces del Mérito Militar con distintivo rojo, medalla de Oro del Centenario de los Sitios de Zaragoza etc., que casó con Julia Navajas y García-Castús. De este matrimonio nacieron Francisco de Paula (Santa Cruz de Tenerife, 1 de enero de 1906-Larache, Marruecos, 16 de mayo de 1927) y Julio de Atienza y Navajas.

Fue Julio de Atienza y Navajas, hijo del anterior, quien solicitó la rehabilitación del título el 24 de diciembre de 1948 (BOE del 3 de enero de 1949). La petición sería aceptada, pues un decreto del 12 de enero de 1951, publicado en el BOE del día 25 de ese mes, le reconoció el derecho a «ostentar y usar el título carlista de Barón de Cobos de Belchite», tanto a él como a sus hijos y sucesores legítimos. El 23 de marzo de 1953 se le expidió carta de sucesión:
- Julio de Atienza y Navajas (Madrid, 12 de agosto de 1908-12 de junio de 1989), II barón de Cobos de Belchite. Fue doctor en Derecho, jefe del Cuerpo Especial Técnico del Instituto de Cultura Hispánica, miembro del Instituto Salazar y Castro, del Consejo de Investigaciones Científicas, del Instituto Internacional de Genealogía, de la Academia Hispanoamericana de Cádiz etc.[3]

Casó el 3 de septiembre de 1947, en Deva (Guipúzcoa), con María Joaquina de Murga y Vilches, IV condesa del Vado Glorioso.